# Anolis lineatus
Espèce
Synonymes
- Norops lineatus (Daudin, 1802)
- Lacerta strumosa Linnaeus, 1758

Statut de conservation UICN

 LC  : Préoccupation mineure
Anolis lineatus est une espèce de sauriens de la famille des Dactyloidae.

## Répartition
Cette espèce était originellement endémique de Curaçao.
Elle a été introduite au Suriname en 1974.

## Étymologie
Le nom spécifique lineatus vient du latin lineatus, rayé, en référence à l'aspect de ce saurien.

## Publication originale
- Daudin, 1802 : Histoire Naturelle, Générale et Particulière des Reptiles; ouvrage faisant suit à l'Histoire naturelle générale et particulière, composée par Leclerc de Buffon; et rédigee par C.S. Sonnini, membre de plusieurs sociétés savantes, vol. 4, F. Dufart, Paris, p. 1-397 (texte intégral).